# Spanische Jungferninseln

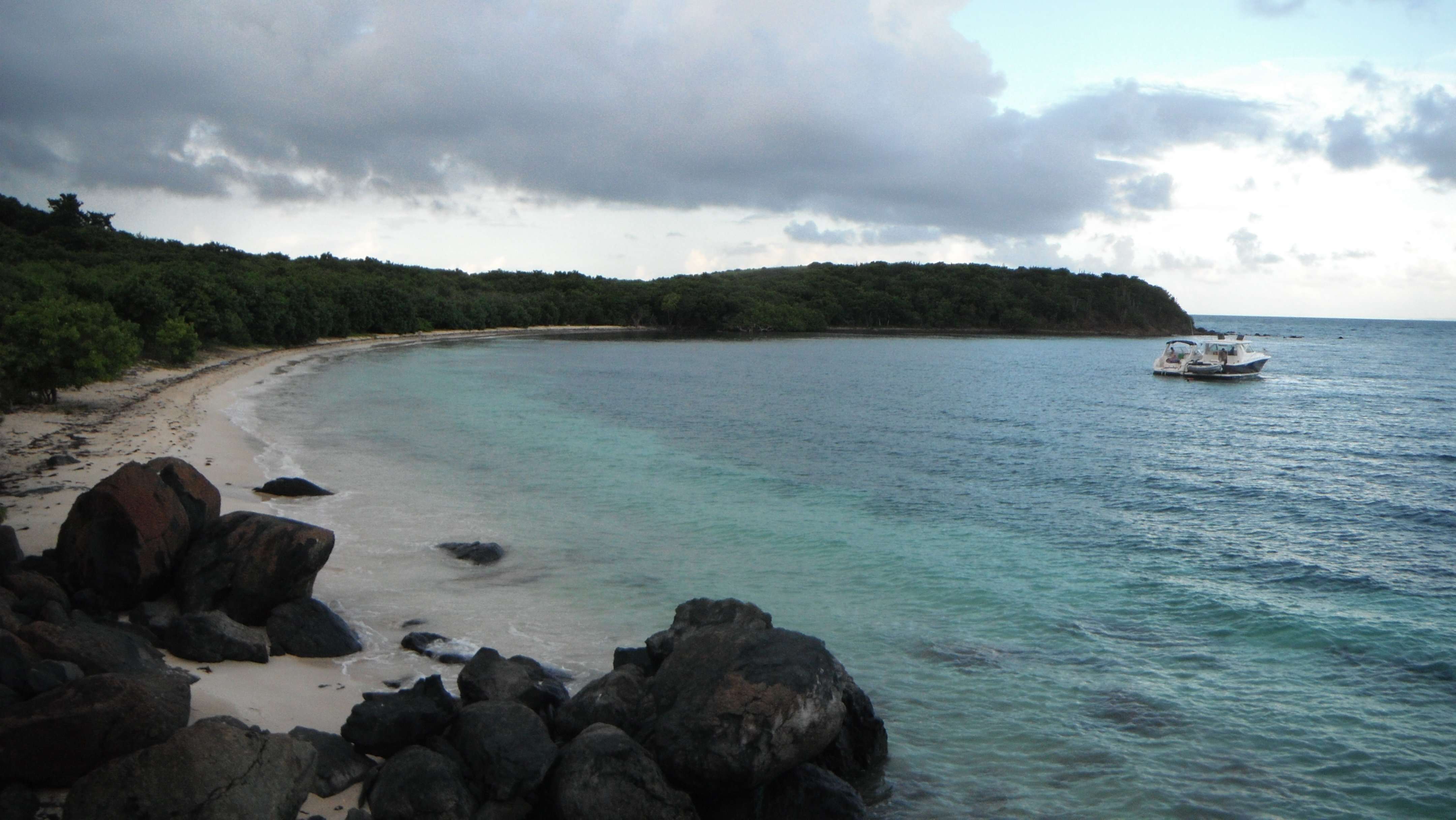
Südküste der Spanischen Jungferninsel Pineiro

Politische Zugehörigkeit:
Spanische Jungferninseln (zu Puerto Rico)
Amerikanische Jungferninseln
Britische Jungferninseln
Puerto Rico (zu USA)

Die Spanischen Jungferninseln, auch als Puerto-Ricanische Jungferninseln und früher als Passage-Inseln bekannt, sind eine Gruppe von Inseln östlich der Insel Puerto Rico. Trotz ihres Namens sind die Inseln, wie Puerto Rico selbst, Hoheitsgebiet der Vereinigten Staaten von Amerika.

## Name
Mindestens seit Beginn der dauerhaften Besiedlung durch Spanien in den 1810er Jahren ist auch die deutsche Bezeichnung als Spanische Jungferninseln geläufig.
Wegen der Zugehörigkeit zu Puerto Rico sind die Inseln auch als Puerto-Ricanische Jungferninseln bekannt. Wegen ihrer Lage westlich der Virgin-Passage (die anderen Inselgruppen des Archipels, die Amerikanischen Jungferninseln und die Britischen Jungferninseln, liegen östlich der Passage) waren die Spanischen Jungferninseln früher auch als Passage-Inseln bekannt.

## Geografie
Die Inselgruppe besteht aus den Hauptinseln Vieques und Culebra sowie diversen kleineren Nebeninseln. Zu den Nebeninseln gehörn Icacos Island, Cayo Lobo, Cayo Diablo, Palomino Island, Palominito Island, Isla de Ramos, Isla Pineiro, Cayo Lobo und Cayo de Luis Pena. Zusammen haben die Spanischen Jungferninseln eine Fläche von 165,1 km².
Sie bilden zusammen mit den Amerikanischen Jungferninseln und den Britischen Jungferninseln die Inselgruppe der Jungferninseln.

## Bevölkerung

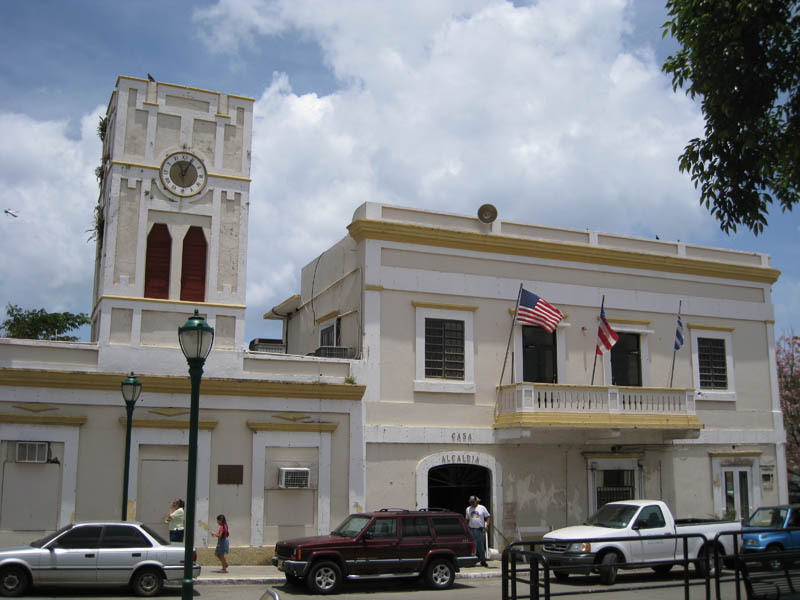
Casa Alcaldia, Rathaus von Isabela Segunda auf Vieques.

Auf den Spanischen Jungferninseln lebten laut Volkszählung von 2010 11.119 Einwohner. Seit dem Jahr 2000 steig die offizielle Einwohnerzahl damit um 145 Personen an. Größte Siedlung der Inseln ist mit 1.459 Einwohnern die Ortschaft Isabelle Segunda. Isabelle Segunda ist gleichzeitig der Hauptort der Insel und Hauptort der Gemeinde Vieques.

## Politik
Die Spanischen Jungferninseln gehören dem US-amerikanischen Außengebiet Puerto Rico an und sind damit ebenfalls Teil der Vereinigten Staaten von Amerika.
Innerhalb der politischen Gliederung stellen die Spanischen Jungferninseln keine eigene Gebietskörperschaft dar. Sie sind aufgeteilt in die zwei Kommunen Culebra und Vieques und stellen damit 2 der 78 Kommunen Puerto Ricos. Jeder der Kommunen steht ein Bürgermeister samt kommunaler Legislative vor, welche alle vier Jahre neu gewählt werden.
Die Kommunen unterteilen sich weiter in insgesamt 14 Ortsteile (spanisch barrios).
| Nr.    | Bezirk                   | Gemeinde | Bevölkerung (Zensus 2010) | Bevölkerung (Zensus 2000) | Fläche [km²] | Bevölkerungsdichte 2010 [Personen/km²] | Zugehörige Inseln |
| ------ | ------------------------ | -------- | ------------------------- | ------------------------- | ------------ | -------------------------------------- | --- |
| 1      | Culebra barrio-pueblo    | Culebra  | 462                       | 652                       | 1.594,3      | 0,409                                  | – |
| 2      | Flamenco                 | Culebra  | 1.048                     | 885                       | 70,2         | 12,600                                 | Cayo Pirata, Cayo Verde, Cayo Matojo, El Ancon, Piedra Stevens, Los Gemelos, Alcarraza, Roca Lavador (überflutet), Cayo Botijuela, Cayo de Luis Peña, Las Hermanas (Cayo del Agua, Cayo Ratón, Cayo Yerba), El Mono, Cayo Lobo, Roca Culumna (Teil von Cayo Lobito), Cayo Lobito, Cayo Tuna |
| 3      | Fraile                   | Culebra  | 42                        | 51                        | 6,2          | 8,212                                  | Culebrita, Cayo Botella, Pelá, Pelaita |
| 4      | Playa Sardinas I         | Culebra  | 186                       | 136                       | 331,5        | 0,412                                  | – |
| 5      | Playa Sardinas II        | Culebra  | 64                        | 122                       | 46,9         | 2,600                                  | – |
| 6      | San Isidro               | Culebra  | 16                        | 22                        | 3,8          | 5,858                                  | Roca Speck, Cayo Norte, Cayo Sombrerito, Cayos Geniquí, Cayo Tiburón, Cayo Ballena |
| 7      | Isabela II barrio-pueblo | Vieques  | 1.207                     | 1.459                     | 2.093,3      | 0,697                                  | – |
| 8      | Florida                  | Vieques  | 3,821                     | 4.126                     | 357,1        | 11,554                                 | – |
| 9      | Llave                    | Vieques  | 18                        | 8                         | 0,5          | 15,421                                 | – |
| 10     | Mosquito                 | Vieques  | 0                         | 0                         | 0,0          | 6,279                                  | – |
| 11     | Puerto Diablo            | Vieques  | 1.896                     | 984                       | 21,7         | 45,324                                 | Roca Cucaracha, Isla Yallis, Roca Alcatraz, Cayo Conejo, Cayo Jalovita, Cayo Jalova |
| 12     | Puerto Ferro             | Vieques  | 705                       | 856                       | 40,4         | 21,200                                 | Isla Chiva, Cayo Chiva |
| 13     | Puerto Real              | Vieques  | 1.654                     | 1.673                     | 83,9         | 19,944                                 | Cayo de Tierra, Cayo de Afuera (Cayo Real) |
| 14     | Punta Arenas             | Vieques  | 0                         | 0                         | 0,0          | 11,227                                 | – |
| Gesamt | Gesamt                   | Gesamt   | 11.119                    | 10.974                    | 67,9         | 161,737                                | |

## Geschichte
Gelegentlich ist zu lesen, Christoph Kolumbus habe die Spanischen Jungferninseln 1493 bei seiner zweiten Amerikareise entdeckt, im Zuge derer er auch im benachbarten Puerto Rico landete. Es gilt aber nicht als gesichert, dass Kolumbus wirklich auch auf einer der Spanischen Jungferninseln anlegte. Kurz nachdem Kolumbus 1493 Puerto Rico für Spanien in Besitz nahm, beanspruchte Spanien auch die Spanischen Jungferninseln für sich. Eine dauerhafte Besiedlung nahm Spanien aber lange Zeit nicht vor.
Für rund 300 Jahre waren die Inseln ein gesetzloser Außenposten und Rückzugsort für Schmuggler und Piraten. Vorübergehend erlangten andere europäische Mächte Kontrolle über einige der Inseln. So wurde etwa Vieques von 1689 bis 1693 unter dem Namen Krabbeninsel von Brandenburg-Preußen kontrolliert und ging 1698 kurzzeitig an Schottland, bevor es kurz darauf zeitweilig von Dänemark kontrolliert wurde.
Erst zu Beginn des 19. Jahrhunderts begann Spanien mit einer dauerhaften Besiedlung der Inseln. 1811 entsandte der damalige Gouverneur Puerto Ricos, Don Salvador Meléndez, Truppen zur Sicherung der Inseln für Spanien unter administrativer Verwaltung von Puerto Rico aus.
Spätestens seit dieser Zeit sind die Inseln im Deutschen unter der Bezeichnung „Spanische Jungferninseln“ geläufig.
1898 besetzten die USA Puerto Rico im Zuge des Spanisch-Amerikanischen Krieges und beanspruchten zusammen mit diesem die angrenzenden Spanischen Jungferninseln für sich.